# Рамсфьелл, Бент Онунн
Бент О́нунн Ра́мсфьелл (норв. Bent Ånund Ramsfjell, также известен как Бент Ра́мсфьелл, норв. Bent Ramsfjell; род. 30 ноября 1967, Осло) — норвежский кёрлингист и тренер по кёрлингу, олимпийский чемпион (2002).
В составе мужской сборной Норвегии участник зимних Олимпийских игр 2002 (чемпионы) и 2006 (заняли пятое место) годов. Участник восьми чемпионатов мира (лучший результат — серебряные призёры в 2002), шести чемпионатов Европы (лучший результат — чемпионы в 2005). Неоднократный чемпион Норвегии среди мужчин. В составе юниорской мужской сборной Норвегии участник чемпионата мира 1989 (заняли пятое место). В составе мужской сборной ветеранов Норвегии участник трёх чемпионатов мира (лучший результат — пятое место в 2019, 2024).
Ранее играл в основном на позиции первого, в последние годы играет на позиции третьего.

## Достижения
- Зимние Олимпийские игры: золото (2002).
- Чемпионат мира по кёрлингу среди мужчин: серебро (2002); бронза (2001, 2003).
- Чемпионат Европы по кёрлингу: золото (2005), серебро (1989), бронза (2004).
- Чемпионат Норвегии по кёрлингу среди мужчин: золото (1997, 1999, 2001, 2002, 2005).

## Команды
| Сезон   | Четвёртый            | Третий               | Второй               | Первый               | Запасной                                       | Турниры                      |
| ------- | -------------------- | -------------------- | -------------------- | -------------------- | ---------------------------------------------- | ---------------------------- |
| 1988—89 | Томас Ульсруд        | Бент Онунн Рамсфьелл | Krister Aanesen      | Mads Rygg            |                                                | ЧМЮ 1989 (5 место)           |
| 1989—90 | Эйгиль Рамсфьелл     | Дагфинн Лоэн         | Эспен де Ланге       | Thoralf Hognestad    | Бент Онунн Рамсфьелл                           | ЧЕ 1989                      |
| 1996—97 | Пол Трульсен         | Ларс Вогберг         | Бент Онунн Рамсфьелл | Кнут Ивар Моэ        | Мортен Хальса                                  | ЧНМ 1997 · ЧМ 1997 (7 место) |
| 1998—99 | Пол Трульсен         | Ларс Вогберг         | Флемминг Давангер    | Бент Онунн Рамсфьелл | Томас Ульсруд тренер: Оле Ингвальдсен          | ЧМ 1999 (5 место)            |
| 1999—00 | Пол Трульсен         | Ларс Вогберг         | Флемминг Давангер    | Бент Онунн Рамсфьелл | Оле Ингвальдсен                                | ЧЕ 1999 (5 место)            |
| 1999—00 | Пол Трульсен         | Ларс Вогберг         | Флемминг Давангер    | Бент Онунн Рамсфьелл | Ян Торесен тренер: Оле Ингвальдсен             | ЧМ 2000 (7 место)            |
| 2000—01 | Пол Трульсен         | Ларс Вогберг         | Флемминг Давангер    | Бент Онунн Рамсфьелл | Торе Торвбротен тренер: Оле Ингвальдсен        | ЧМ 2001                      |
| 2001—02 | Пол Трульсен         | Ларс Вогберг         | Флемминг Давангер    | Бент Онунн Рамсфьелл | Торгер Нергор тренер: Оле Ингвальдсен          | ЧЕ 2001 (4 место)            |
| 2001—02 | Пол Трульсен         | Ларс Вогберг         | Флемминг Давангер    | Бент Онунн Рамсфьелл | Торгер Нергор тренер: Оле Ингвальдсен          | ЗОИ 2002                     |
| 2001—02 | Пол Трульсен         | Ларс Вогберг         | Флемминг Давангер    | Бент Онунн Рамсфьелл | Нильс Сиггорд Андерсен тренер: Оле Ингвальдсен | ЧМ 2002                      |
| 2002—03 | Пол Трульсен         | Ларс Вогберг         | Флемминг Давангер    | Бент Онунн Рамсфьелл | Нильс Сиггорд Андерсен тренер: Оле Ингвальдсен | ЧМ 2003                      |
| 2003—04 | Пол Трульсен         | Ларс Вогберг         | Флемминг Давангер    | Бент Онунн Рамсфьелл | Торгер Нергор тренер: Оле Ингвальдсен          | ЧМ 2004 (4 место)            |
| 2004—05 | Пол Трульсен         | Ларс Вогберг         | Флемминг Давангер    | Бент Онунн Рамсфьелл | Нильс Сиггорд Андерсен тренер: Оле Ингвальдсен | ЧЕ 2004 · ЧМ 2005 (4 место)  |
| 2005—06 | Пол Трульсен         | Ларс Вогберг         | Флемминг Давангер    | Бент Онунн Рамсфьелл | Торгер Нергор тренер: Оле Ингвальдсен          | ЧЕ 2005                      |
| 2005—06 | Пол Трульсен         | Ларс Вогберг         | Флемминг Давангер    | Бент Онунн Рамсфьелл | Торгер Нергор тренер: Оле Ингвальдсен          | ЗОИ 2006 (5 место)           |
| 2012—13 | Бент Онунн Рамсфьелл | Флемминг Давангер    | Бендик Рамсфьелл     | Ole Davanger         |                                                | [ 4 ]                        |
| 2017—18 | Флемминг Давангер    | Бендик Рамсфьелл     | Бент Рамсфьелл       | Дагфинн Лоэн         | Rob Wood                                       | [ 5 ]                        |
| 2017—18 | Бент Рамсфьелл       | Бендик Рамсфьелл     | Morten Tveit         | Asgeir Kløven        | Эйгиль Рамсфьелл                               | ЧНМ 2018 (5 место)           |
| 2018—19 | Флемминг Давангер    | Бент Рамсфьелл       | Morten Tveit         | Rob Wood             | Бендик Рамсфьелл                               | ЧНМ 2019 (5 место)           |
| 2018—19 | Флемминг Давангер    | Бент Онунн Рамсфьелл | Morten Tveit         | Robert Wood          | Эйгиль Рамсфьелл тренер: Эспен де Ланге        | ЧМВ 2019 (5 место)           |
| 2019—20 | Флемминг Давангер    | Бент Рамсфьелл       | Morten Tveit         | Rob Wood             | Эйгиль Рамсфьелл                               | ЧНМ 2020 (6 место)           |
| 2021—22 | Флемминг Давангер    | Бент Онунн Рамсфьелл | Эспен де Ланге       | Morten Tveit         | Rob Wood, Дагфинн Лоэн                         | ЧНМ 2022 (13 место)          |
| 2021—22 | Флемминг Давангер    | Бент Онунн Рамсфьелл | Эспен де Ланге       | Morten Tveit         | Robert Wood                                    | ЧМВ 2022 (10 место)          |
| 2022—23 | Флемминг Давангер    | Бент Онунн Рамсфьелл | Эспен де Ланге       | Ole Martin Davanger  |                                                | ЧНМ 2023 (11 место)          |
| 2023—24 | Флемминг Давангер    | Бент Рамсфьелл       | Эспен де Ланге       | Ларс Вогберг         | Мортен Скёуг                                   | ЧНМ 2024 (9 место)           |
| 2023—24 | Флемминг Давангер    | Бент Онунн Рамсфьелл | Йохан Хёстмелинген   | Ларс Вогберг         | Эспен де Ланге                                 | ЧМВ 2024 (5 место)           |

(скипы выделены полужирным шрифтом)

## Результаты как тренера национальных сборных
| Год  | Турнир                                        | Сборная                | Место |
| ---- | --------------------------------------------- | ---------------------- | ----- |
| 2017 | Чемпионат мира по кёрлингу среди юниоров 2017 | Норвегия (юниоры муж.) | 3     |
| 2023 | Чемпионат мира по кёрлингу среди мужчин 2023  | Норвегия (мужчины)     | 5     |
| 2024 | Чемпионат мира по кёрлингу среди мужчин 2024  | Норвегия (мужчины)     | 10    |

## Частная жизнь
Представитель семьи кёрлингистов: его старший брат Эйгиль Рамсфьелл выиграл бронзовую медаль на зимних Олимпийских играх в Нагано в 1998 году; его сын Бендик Рамсфьелл — чемпион Норвегии среди мужчин, чемпион зимней Универсиады 2019.